# Campeonato Mundial de Esqui Estilo Livre de 2023 - Moguls masculino
A prova do Moguls masculino do Campeonato Mundial de Esqui Estilo Livre de 2023 ocorreu no dia 25 de fevereiro, em Bakuriani, na Geórgia.

## Medalhistas
| Ouro                   | Prata             | Bronze                |
| Mikaël Kingsbury (CAN) | Matt Graham (AUS) | Walter Wallberg (SWE) |

## Resultados

### Qualificação
Um total de 44 esquiadores de 14 nacionalidades participaram da competição. Os 18 melhores avançaram para a final.
| Colocação | Bib | Ordem de corrida | Nome                    | Nacionalidade  | Corrida 1 | Corrida 2 | Notas |
| --------- | --- | ---------------- | ----------------------- | -------------- | --------- | --------- | ----- |
| 1         | 1   | 19               | Mikaël Kingsbury        | Canadá         | 87.38     |           | Q     |
| 2         | 6   | 18               | Benjamin Cavet          | França         | 86.35     |           | Q     |
| 3         | 2   | 24               | Ikuma Horishima         | Japão          | 85.54     |           | Q     |
| 4         | 3   | 2                | Walter Wallberg         | Suécia         | 82.42     |           | Q     |
| 5         | 4   | 22               | Matt Graham             | Austrália      | 81.37     |           | Q     |
| 6         | 20  | 9                | Jimi Salonen            | Finlândia      | 81.22     |           | Q     |
| 7         | 21  | 5                | Martin Suire            | França         | 80.80     |           | Q     |
| 8         | 5   | 27               | Nick Page               | Estados Unidos | 80.34     |           | Q     |
| 9         | 30  | 10               | Brenden Kelly           | Estados Unidos | 80.27     |           | Q     |
| 10        | 8   | 6                | Filip Gravenfors        | Suécia         | 77.22     | 82.98     | Q     |
| 11        | 10  | 12               | Pavel Kolmakov          | Cazaquistão    | 70.73     | 82.70     | Q     |
| 12        | 12  | 21               | Kosuke Sugimoto         | Japão          | 76.24     | 81.57     | Q     |
| 13        | 15  | 28               | So Matsuda              | Japão          | 77.54     | 81.37     | Q     |
| 14        | 13  | 20               | Julien Viel             | Canadá         | 64.78     | 80.17     | Q     |
| 15        | 17  | 25               | Olli Penttala           | Finlândia      | 69.61     | 79.63     | Q     |
| 16        | 11  | 7                | Elliot Vaillancourt     | Canadá         | 76.63     | 78.74     | Q     |
| 17        | 16  | 29               | Cooper Woods            | Austrália      | 78.73     | 70.82     | Q     |
| 18        | 26  | 16               | Jung Dae-yoon           | Coreia do Sul  | 72.12     | 78.57     | Q     |
| 19        | 19  | 4                | Gabriel Dufresne        | Canadá         | 74.92     | 77.80     |       |
| 20        | 23  | 3                | Dylan Marcellini        | Estados Unidos | 77.57     | 76.65     |       |
| 21        | 27  | 23               | Mateo Jeannesson        | Grã-Bretanha   | 43.58     | 76.94     |       |
| 22        | 25  | 1                | Albin Holmgren          | Suécia         | 76.52     | 69.73     |       |
| 23        | 14  | 6                | Yutaro Murata           | Japão          | 75.87     | 72.02     |       |
| 24        | 9   | 11               | Dylan Walczyk           | Estados Unidos | 73.91     | 74.82     |       |
| 25        | 22  | 8                | William Feneley         | Grã-Bretanha   | 73.82     | DNF       |       |
| 27        | 35  | 41               | Rasmus Karjalainen      | Finlândia      | 67.17     | 71.43     |       |
| 28        | 18  | 15               | Jackson Harvey          | Austrália      | 71.22     | 66.19     |       |
| 29        | 34  | 40               | Enea Buzzi              | Suíça          | 64.18     | 70.40     |       |
| 30        | 7   | 30               | Cole McDonald           | Estados Unidos | DNF       | 68.24     |       |
| 31        | 16  | 29               | Marius Bourdette        | França         | 66.94     | 67.36     |       |
| 32        | 32  | 13               | Anton Bondarev          | Cazaquistão    | 28.95     | 67.10     |       |
| 33        | 29  | 42               | Thomas Gerken Schofield | Grã-Bretanha   | 65.54     | 66.50     |       |
| 34        | 42  | 39               | Lee Yoon-seung          | Coreia do Sul  | DNF       | 65.26     |       |
| 35        | 36  | 43               | Li Musai                | China          | 55.12     | 59.07     |       |
| 36        | 33  | 34               | Martino Conedera        | Suíça          | 34.23     | 58.68     |       |
| 37        | 28  | 14               | Emil Holmgren           | Suécia         | 31.14     | 57.16     |       |
| 38        | 38  | 31               | Baek Hyun-min           | Coreia do Sul  | 3.60      | 56.63     |       |
| 39        | 39  | 32               | Wang Renda              | China          | 48.03     | 52.91     |       |
| 40        | 40  | 38               | Nicolas Weese           | Alemanha       | 49.83     | DNF       |       |
| 41        | 43  | 36               | Fu Junyi                | China          | 40.46     | 45.92     |       |
| 42        | 44  | 37               | Linus Merz              | Alemanha       | 45.56     | DNF       |       |
| 43        | 37  | 35               | Paolo Pascarella        | Suíça          | 38.35     | DNF       |       |
| 44        | 41  | 44               | Marek Gajdečka          | Chéquia        | 31.85     | DNF       |       |

### Final
A final foi iniciada no dia 25 de fevereiro às 15:48.
| Colocação         | Ordem de corrida | Nome                | Nacionalidade  | Corrida 1 | Corrida 2 |
| ----------------- | ---------------- | ------------------- | -------------- | --------- | --------- |
| Medalha de ouro   | 1                | Mikaël Kingsbury    | Canadá         | 89.10     | 89.82     |
| Medalha de prata  | 4                | Matt Graham         | Austrália      | 85.60     | 88.90     |
| Medalha de bronze | 3                | Walter Wallberg     | Suécia         | 88.20     | 88.52     |
| 4                 | 10               | Pavel Kolmakov      | Cazaquistão    | 84.15     | 83.99     |
| 5                 | 2                | Ikuma Horishima     | Japão          | 88.15     | 80.07     |
| 6                 | 6                | Benjamin Cavet      | França         | 87.54     | 79.21     |
| 7                 | 21               | Martin Suire        | França         | 83.79     | —         |
| 8                 | 12               | Kosuke Sugimoto     | Japão          | 82.56     | —         |
| 9                 | 8                | Filip Gravenfors    | Suécia         | 82.05     | —         |
| 10                | 26               | Jung Dae-yoon       | Coreia do Sul  | 81.00     | —         |
| 11                | 16               | Cooper Woods        | Austrália      | 80.50     | —         |
| 12                | 11               | Elliot Vaillancourt | Canadá         | 80.49     | —         |
| 13                | 30               | Brenden Kelly       | Estados Unidos | 80.18     | —         |
| 14                | 13               | Julien Viel         | Canadá         | 80.13     | —         |
| 15                | 5                | Nick Page           | Estados Unidos | 77.59     | —         |
| 16                | 20               | Jimi Salonen        | Finlândia      | 67.55     | —         |
| 17                | 15               | So Matsuda          | Japão          | 28.18     | —         |
| 18                | 17               | Olli Penttala       | Finlândia      | DNF       | —         |

Legenda
| Recorde mundial       | Recorde mundial (World record)               |                       | Recorde africano                      | Recorde africano (African) |                                           | Q | Classificado por posição (Qualified) |
| Recorde do campeonato | Recorde do campeonato (Championship record)  | Recorde da América    | Recorde da América (Americas)         | q                          | Classificado por melhor tempo (Qualified) |   |                                      |
| Melhor marca do ano   | Melhor marca do ano (World leading)          | Recorde asiático      | Recorde asiático (Asian)              | DNS                        | Não largou (Did not start)                |   |                                      |
| Recorde nacional      | Recorde nacional (National record)           | Recorde europeu       | Recorde europeu (European)            | DNF                        | Não terminou (Did not finish)             |   |                                      |
| Recorde pessoal       | Recorde pessoal do atleta (Personal best)    | Recorde da Oceania    | Recorde da Oceania (Oceania)          | DSQ / DQ                   | Desclassificado (Disqualified)            |   |                                      |
| Recorde da temporada  | Recorde da temporada do atleta (Season best) | Recorde sul-americano | Recorde sul-americano (South America) | NM                         | Sem marca (No mark)                       |   |                                      |